# Nationally Determined Contributions
Die Begriffe nationally determined contributions (NDCs) und national festgelegte Beiträge bezeichnen ein Konzept, nach dem die Vertragsstaaten des Übereinkommens von Paris nationale Klimaschutzziele ausarbeiten, international kommunizieren und regelmäßig aktualisieren müssen. Die Ziele selbst sind nicht völkerrechtlich bindend, die Vertragsstaaten des Übereinkommens von Paris müssen jedoch Maßnahmen ergreifen, um die in ihren NDCs formulierten Klimaziele zu verwirklichen.

## Zentrale Eigenschaften

### Nationale Ausarbeitung
Anstatt international festgelegter und völkerrechtlich verbindlicher Klimaschutzziele wurde im Übereinkommen von Paris ein Ansatz gewählt, der die Vertragsstaaten dazu verpflichtet, regelmäßig eigene Klimaschutzbeiträge, die NDCs, zu formulieren. Die Beiträge werden demnach auf nationaler Ebene ausgearbeitet, wodurch den Vertragsstaaten erheblicher Spielraum bei der Festlegung ihrer Klimaschutzziele eingeräumt wird.

### Keine völkerrechtliche Verbindlichkeit
Das Übereinkommen von Paris verpflichtet seine Vertragsstaaten nicht zum Erreichen der in den NDCs genannten Klimaschutzziele. Die Staaten müssen jedoch Klimaschutzmaßnahmen ergreifen, die zur Umsetzung der NDCs beitragen.

### Inhaltliche Vorgaben
Im Vorfeld der Klimaverhandlungen von Paris gelang es nicht, verbindliche Vorgaben für die Entwicklung von NDCs zu vereinbaren. Daher unterscheiden sich die anfangs eingereichten NDCs erheblich: Während einige Staaten in ihren NDCs gesamtvolkswirtschaftliche Reduktionsziele angegeben hatten, enthielten die NDCs anderer Staaten lediglich angestrebte Klimaschutzmaßnahmen, ohne quantitative Angaben. Zahlreiche Staaten hatten neben unbedingten Beiträgen auch Beiträge in Aussicht gestellt, die an bestimmte Bedingungen, wie internationale Klimafinanzierung, geknüpft waren. Diese Vielfalt machte die NDCs nicht nur schwer vergleichbar, sondern erschwerte auch die Abschätzung der kollektiven Klimaschutzwirkung.
Im Ergebnis der Klimakonferenz von Katowice 2018 wurden schließlich Vorgaben verabschiedet, was Staaten ab 2020 in ihren NDC über ihre Emissionsminderungsziele verpflichtend angeben müssen, dazu gehören:
- quantitative Angaben über Minderungsziele, Referenzwerte und Referenzjahre,
- Zeiträume, innerhalb derer Maßnahmen umgesetzt werden sollen,
- Geltungsbereiche der Ziele, beispielsweise Sektoren und Treibhausgase,
- Informationen über den Planungsprozess, dessen Ergebnis der NDC war,
- Annahmen und methodische Herangehensweisen, insbesondere zur Ermittlung von Emissionen,
- eine Begründung, warum der Mitgliedstaat seinen Beitrag für fair und ambitioniert hält,
- eine Erklärung, wie der nationale Beitrag die Ziele des Übereinkommens von Paris zu erreichen hilft.

### Bedingtheit
Bedingte national festgelegte Beiträge (conditional nationally determined contributions) sind Beiträge, die die zusagenden Staaten von Vorbedingungen abhängig machen. Finanzielle Unterstützung ist eine häufige Vorbedingung; weitere sind beispielsweise technische Unterstützung, der Ehrgeiz anderer Staaten beim Klimaschutz oder der Vorbehalt, dass es der Legislative möglich ist, nötige Gesetz zu verabschieden. Vor allem sich entwickelnde Länder legen nationale Beiträge unter der Vorbedingung von finanzieller oder technischer Unterstützung fest; das Übereinkommen von Paris stellt einen engen Zusammenhang her zwischen dem Ehrgeiz und der Effektivität der Maßnahmen sich entwickelnder Länder und der Unterstützung, die sie dazu erhalten.

### Fester Bestandteil der Architektur des Übereinkommens von Paris
NDCs stellen den zentralen Bezugspunkt des Übereinkommens von Paris dar und sind fest in die Architektur des Abkommens eingebettet: Die Vertragsstaaten müssen nicht nur NDCs einreichen und in einem fünfjährlichen Rhythmus erneuern, sondern auch regelmäßig über den Fortschritt der Zielumsetzung berichten (Art. 13). Die eingereichten Berichte werden einer internationalen Begutachtung unterzogen. Dadurch entsteht ein erhebliches Reputationsrisiko für Staaten, deren Maßnahmen hinter den selbst gesetzten Ziele zurückfallen.
Neben diesem Transparenzrahmen wurde im Übereinkommen von Paris ein Mechanismus angelegt, der eine regelmäßige Anschärfung der NDCs über die Zeit bewirken soll. Dieser Mechanismus sieht vor, dass die von den Vertragsstaaten alle fünf Jahre festgelegten NDCs über die bis dahin geltenden Ziele hinausgehen müssen und die höchstmögliche Klimaschutzambition widerspiegeln sollen (Art. 4.3). Alle fünf Jahre wird zudem eine globale Bestandsaufnahme (Global Stocktake) durchgeführt, die den kollektiven Fortschritt zur Erreichung der im Übereinkommen verankerten Langfristziele bilanziert (Art. 14). Die Ergebnisse dieser Bestandsaufnahme sollen bei der Festlegung der nationalen Klimaschutzbeiträge berücksichtigt werden (Art. 4.9).

## Hintergrund des Konzepts und zukünftige Weiterentwicklung

### NDCs als Ergebnis eines Paradigmenwechsels in der globalen Klimapolitik
Die Entstehung des Konzepts der Nationally Determined Contributions muss vor dem Hintergrund eines umfassenden Paradigmenwechsels in der internationalen Klimapolitik betrachtet werden. Das in den 1990er Jahren ausgehandelte Kyoto-Protokoll beruhte noch auf dem sogenannten targets and timetables-Ansatz, bei dem national verbindliche Klimaschutzziele von einem globalen Emissionsreduktionsziel abgeleitet wurden. Eine Fortführung dieses Ansatzes unter einem Folgeabkommen mit globaler Beteiligung war politisch nicht durchsetzbar: Die USA machten bereits sehr früh deutlich, dass ein Abkommen mit ihrer Beteiligung einen gänzlich anderen Charakter haben müsse und keine verbindlichen Reduktionsziele umfassen könne. Auch die großen Schwellenländer wie China und Indien stellten sich entschieden gegen eine Ausweitung völkerrechtlich verbindlicher Klimaschutzziele auf die Gruppe der Entwicklungsländer. Aus ihrer Sicht steht ein solcher Schritt dem Prinzip der „Gemeinsamen aber Unterschiedlichen Verantwortlichkeit“ aus der Klimarahmenkonvention entgegen, demzufolge Industriestaaten aufgrund ihrer historischen Verantwortlichkeit für die Klimaveränderungen und den ihnen zur Verfügung stehenden Mitteln bei der Bekämpfung des Klimawandels voranschreiten müssen. Zahlreiche Industriestaaten hingegen strebten eine Überwindung der statischen Unterscheidung zwischen Industrie- und Entwicklungsländern an und verwiesen auf die seit den 1990er Jahren rasant gestiegenen Emissionen in Entwicklungsländern sowie auf die den Ländern verfügbaren Finanzmittel. Hinsichtlich ihrer völkerrechtlichen Verbindlichkeit sollten die Klimaschutzziele aller Staaten daher gleich sein.
Auf den Klimaverhandlungen in Warschau 2013 gelang schließlich ein zentraler Schritt bei der Überwindung dieser Hindernisse, indem sich die Vertragsstaaten auf die Formulierung der Nationally Determined Contributions einigten. Da diese Beiträge („contributions“) – im Gegensatz zu Klimaschutzverpflichtungen („commitments“) – völkerrechtlich nicht verbindlich sind, konnten die Bedenken der großen Schwellenländer und der USA ausgeräumt werden, während zugleich dem Wunsch der progressiven Industriestaaten nach völkerrechtlich einheitlichen Klimaschutzzielen für alle Staaten entsprochen werden konnte.

### NDCs als Wegebener des Übereinkommens von Paris
Mit Einführung des Konzepts auf der Klimakonferenz in Warschau 2013 waren alle Vertragsstaaten der UNFCCC dazu aufgerufen, im Vorfeld der Klimakonferenz von Paris NDCs auf nationaler Ebene auszuarbeiten und diese möglichst frühzeitig bekanntzugeben. Diese Beiträge hatten zunächst einen vorläufigen, unverbindlichen Charakter, der durch die Bezeichnung als Intended Nationally Determined Contributions (INDCs) unterstrichen wurde. Nach dem Beitritt der Vertragsstaaten zum Paris Agreement waren diese aufgerufen worden, ihre endgültigen NDCs einzureichen. Dabei haben die meisten Länder ihre zuvor als INDCs eingereichten Beiträge als NDCs bestätigt: Die INDCs wurden zu NDCs. In der Analyse wird dieser Unterschied nicht berücksichtigt. Da somit die Klimaschutzziele der einzelnen Staaten außerhalb der UN-Klimaverhandlungen entwickelt wurden, konnte ein zentrales Konfliktthema ausgelagert werden. Durch die frühzeitige Bekanntgabe wurde das Vertrauen zwischen den Verhandlungsteilnehmern gestärkt und die Verhandlungen konnten sich auf andere Bereiche konzentrieren. Das NDC-Konzept kann somit als Wegbereiter des Übereinkommens von Paris betrachtet werden.

### Verhandlungen zu einem NDC-Regelwerk
Im Vorfeld der Klimaverhandlungen von Paris gelang es den Vertragsstaaten nicht, verbindliche Vorgaben für die Eigenschaften von NDCs und die von den Staaten einzureichenden Informationen zu vereinbaren. Die hierdurch entstehende Vielfalt erschwert nicht nur die Vergleichbarkeit der Klimaschutzbeiträge, sondern auch eine Abschätzung der kollektiven Klimawirkung. Um dem entgegenzuwirken, einigten sich die Vertragsstaaten in Paris auf die Entwicklung gemeinsamer Richtlinien. Diese Richtlinien sollten Teil des Regelwerks (rule book) des Paris Agreement werden.
Die Verhandlungen über die gemeinsamen NDC-Richtlinien gestalteten sich schwierig. Bei den Klimaverhandlungen in Bonn im November 2017 waren die Vertragsstaaten unterschiedlicher Auffassung: Zahlreiche Entwicklungsländer plädierten für eine grundsätzliche Differenzierung zwischen Industrie- und Entwicklungsländern, sodass grundsätzlich andere Ansätze zur Anwendung kommen sollen. Dies wurde von einigen Industriestaaten kritisch gesehen. Sie befürchteten, dass dies zu einer erneuten Ausdifferenzierung der Länder in zwei Lager führen könnte, wie sie bereits aus dem Kyoto-Protokoll bekannt ist: Hier hatte die sogenannte Firewall zwischen Industrie- und Entwicklungsländern dazu geführt, dass Schwellen- und Entwicklungsländer frühzeitig von verbindlichen Reduktionen ausgeklammert worden waren. Daher strebten die Industriestaaten auf den Verhandlungen in Bonn einen gemeinsamen Ansatz für alle Staaten an, innerhalb dessen den Entwicklungsländern mehr Flexibilität zugestanden wird.
Im Ergebnis der Klimakonferenz von Katowice (2018) verabschiedeten die Vertragsstaaten ein gemeinsames Regelwerk, einschließlich Richtlinien für die Berichterstattung von NDCs.

### Bis Ende 2020 eingereichte NDCs
Alle 194 Vertragsparteien des Übereinkommens von Paris haben ihre NDC vorgelegt. Die Klimawirkung der derzeit eingereichten NDCs ist auch bei vollständiger Umsetzung nicht ausreichend, um die Erwärmung der globalen Durchschnittstemperatur auf deutlich unter 2 °C zu begrenzen; das Ziel des Übereinkommens von Paris würde also deutlich verfehlt. Jährliche Berechnungen der UNEP weisen eine erhebliche Lücke zwischen angekündigten und umgesetzten Emissionsminderungen und den Zielen des Übereinkommens von Paris nach (siehe auch: Emissions Gap Report). Im Jahr 2022 kam sie zum Ergebnis, dass sich die Erde bei Umsetzung aller bis 2021 vorbehaltlos zugesagter NDC um 2,7 °C erwärmen würde. Aber auch zwischen den zugesagten Emissionsminderungen und den tatsächlich ergriffenen Klimaschutzmaßnahmen gibt es eine Lücke.
Im Dezember 2020 hat Großbritannien mit einem ambitionierten Emissionsziel eine Führungsrolle in der internationalen Klimapolitik übernommen: Bis 2030 sollen die Treibhausgasemissionen um 68 Prozent unter dem Niveau von 1990 liegen. Die Schweiz will ihre Emissionen bis 2030 um mindestens 50 Prozent reduzieren und bis 2050 das Netto-Null-Ziel erreichen. Das Klimaziel 2020, welches eine 20 Prozent-Reduktion vorsah, erreichte die Schweiz erst 2022 und auch nur aufgrund eines sehr milden Winters. Viele weitere Länder wollen ihre nationalen Klimaverpflichtungen aktualisieren oder erweitern. Die Frist zur Einreichung der aktualisierten Klimapläne lief am 31. Dezember 2020 ab. Nur 75 Länder reichten die aktualisierten Klimapläne fristgerecht ein.

### Zusammenfassung und Ausblick
Das Konzept der Nationally Determined Contributions (NDCs) ist Ausdruck eines Paradigmenwechsels in der internationalen Klimapolitik und der veränderten politischen Rahmenbedingungen, unter denen verbindliche Reduktionsziele politisch nicht durchsetzbar waren. Fest eingebettet in die Architektur des Pariser Abkommens räumen NDCs den Vertragsstaaten mehr Spielraum bei der Festlegung ihrer Klimaschutzziele ein, während internationale Überprüfungs- und Transparenzmechanismen die Umsetzung der Ziele sicherstellen und die Ambition steigern sollen. Zur Steigerung der Klimaschutzambition sollen auch die in Artikel 6 des Pariser Abkommens angelegten Kooperationsmechanismen beitragen.
Der Erfolg des NDC-Konzepts hängt maßgeblich davon ab, ob die im Paris Agreement angelegten Mechanismen zur Ambitionssteigerung tatsächlich wirken.
Im Dezember 2018 verabschiedeten die Länder auf der COP24 (der UN-Klimakonferenz in Katowice, Polen) den Großteil des Regelwerks ("rule book") des Paris Agreement; einige Punkte blieben ungelöst. Der verabschiedete Teil des Regelwerks wird auch Katowice Climate Package genannt.